# Berl Broder
Berl Broder (eigentlich: Berl Margulies, nach seinem Geburtsort Brody in Galizien genannt; geb.  1815; gest. 1868 in Ploiești) war einer der ersten jüdischen Volksdichter und fahrenden Volkssänger (Badchanim) und als solcher ein unmittelbarer Vorläufer des jiddischen Theaters.

## Leben
Er stammte aus einer armen Familie und trat schon in seiner frühesten Jugend durch seine Redegewandtheit und seinen Witz hervor. In seinen Liedern, die er, unterwegs als trinkfester Borstenhändler, in Schankstätten und Herbergen improvisierend vortrug, thematisiert er die Leiden des einfachen, stets benachteiligten jüdischen Volkes und wurde so zum Sänger der „Enterbten“ und „Entrechteten“.
In seinen Texten dominieren soziale Motive. Von den um ihn her tobenden Kämpfen zwischen Haskala und Traditionalisten blieb er vollkommen unberührt, nichts davon drang in seine Gesänge ein.
Berl Broder durchzog mit anderen Sängern und Spaßmachern, die sich ihm bald anschlossen und die man gemeinsam „Broder-Sänger“ nannte, erfolgreich Galizien, Russland und Rumänien. Die erste jüdische Volkssängergesellschaft trug an diesen Plätzen, den Troubadouren oder Minnesängern nicht unähnlich, Broders Lieder sowie auch ältere jüdische Volkslieder vor. Broder selbst hatte sein Reisegewerbe bald aufgegeben und sich ganz der neuen Profession zugewandt, war populär geworden, und seine Lieder wurden zum überall auf der jüdischen Gasse gesungenen Volksgut.
Die Lieder wurden kaum schriftlich festgehalten, so dass vieles verloren ist; kleinere Sammlungen erschienen 1876 in Lemberg und Schitomir sowie 1882 in Warschau (Letztere unter dem Titel Schire simra).
Berl Broder, der 1868 in Ploiești starb, war einer der Lehrer des ihn von der literarischen Qualität seiner Dichtung her deutlich überragenden jüdischen Volkssängers Welwel Zbarzer.